# Noordmonsterkerk
De Noordmonsterkerk of Sint-Pieterskerk is een verdwenen kerkgebouw dat stond aan de noordzijde van het Hofplein in de binnenstad van Middelburg. De Noordmonsterparochie ontstond aan het einde van de elfde eeuw als een afsplitsing van de Westmonsterkerk. In de veertiende eeuw werd een grote gotische kerk gebouwd. Van 1559 tot 1574 was dit de kathedraal van het toenmalige bisdom Middelburg. Daarna was het gebouw de belangrijkste protestantse kerk van Middelburg. Nadat de kerk in de Franse tijd tijdelijk diende als kazerne was ze zodanig vervallen dat ze in 1834 werd afgebroken. Op de plek van de kerk staan nu enkele woonhuizen en de protestantse Hofpleinkerk.
Noordmonster was tevens de naam van een ambachtsheerlijkheid dat ten noorden van Middelburg lag.

## Etymologie
Het woord monster is ontleend van het Latijnse woord monasterium, wat klooster betekent. Het werd echter ook gebruikt om een grote centrale parochiekerk aan te duiden zoals hier het geval lijkt te zijn. Met de toevoeging Noord- werd de kerk onderscheiden van de Westmonster. De toevoeging -kerk is eigenlijk een tautologie en lijkt pas later in gebruik te zijn geraakt.
Zoals gebruikelijk werd de kerk ook vernoemd naar de beschermheilige, Sint Pieter. Nadat de kerk overging naar de protestanten werd de kerk ook wel als Oude Kerk aangeduid, ter onderscheiding van de Nieuwe Kerk.

## Ontstaansgeschiedenis
In de tiende eeuw werd in Middelburg een eerste kerk gesticht door de Frankische koning, gewijd aan Sint Maarten en gesteld onder de bisschop van Utrecht. Deze stond naar het zuidwesten van de burg, op de huidige Markt. Ongeveer rond 1100 besloot het kapittel van Sint Pieter uit Utrecht om een tweede kerk te stichten ten noorden van de burg, de Noordmonsterkerk. De eerste vermelding komt uit 1153.
De Noordmonsterparochie werd afgesplitst van de Westmonsterparochie en omvatte het noordoostelijke deel van Walcheren, Noord-Beveland, Wolphaartsdijk en het noordwesten van Zuid-Beveland. In Middelburg zelf omvatte het de stadsdelen ten noorden van de burcht met onder andere de Dam, de haven (huidig droogdok), de Korte Delft, de Wagenaarstraat, en de Sint-Pietersstraat.
In 1284 werd het patronaatsrecht door Floris V, graaf van Holland en Zeeland, geschonken aan de Duitse Orde die sinds 1271-1273 in Zandvoort aanwezig was. Door onenigheid over deze rechten werd in 1310 besloten om de patronaatsrechten en tiendrechten weer over te dragen aan de graaf. Ondanks verlies van het patronaatsrecht bleef de Duitse Orde nauw met de Noordmonsterparochie verbonden, wat ook blijkt uit de verhuizing van het commandeurshuis van Zandvoort naar Middelburg in 1317. Het gebouw kwam naast de kerk te staan, op de plaats waar later het Van de Perrehuis is gebouwd.

## Verheffing tot kapittelkerk
In augustus 1311 werd de Noordmonsterkerk door de graaf verheven tot een kapittelkerk. Een kapittel is een bestuurscollege van seculiere kanunniken die aan een kerk werden verbonden en daar onder andere het koorgebed zongen. In dit geval bestond het uit een deken en veertien kanunniken. Het kapittel verkreeg ook de patronaatsrechten van verschillende dochterkerken in de parochie, namelijk van Brigdamme, Gapinge, Zanddijk, Schellach, en Kleverskerke. Later kwamen hier onder andere ook nog de kerken bij van Nieuwerkerke, Buttinge en Popkensburg (Sint Laurens).
Het kapittel onderhield goede relaties met de landsheren en haalde hier voordelen uit. Zo werd het kapittel in 1369 vrijgesteld van herendienst door graaf Albrecht van Beieren en in 1406 gaf graaf Willem VI toestemming om een school op te richten met 25 leerlingen. Deze verkregen rechten, alsook enkele bijkomende voordelen, werden in de jaren erna meerdere keren bevestigd. Wel ontstonden er meermaals wrijvingen met het stadsbestuur, voornamelijk wanneer het stedelijke belastingen betrof.

## Verheffing tot kathedraal
In 1559 werden de bisdommen in de Nederlanden opnieuw ingedeeld. Hierbij werd het suffragaanbisdom Middelburg nieuw opgericht binnen het Aartsbisdom Utrecht. Nicolaas van der Borcht (Nicolaas de Castro) werd in 1561 aangesteld als nieuwe bisschop en tevens abt van de Middelburgse Abdij. De Noordmonsterkerk werd verheven tot kathedraal en op 25 november 1561 arriveerde kanunnik Maarten van Montfoort in Middelburg als gemachtigde. Een maand later, op 26 december, werd Nicolaas de Castro tot bisschop gewijd in Mechelen en arriveerde hij op 3 januari 1562 in Middelburg.

## Reformatie
Op 25 augustus 1566 bereikte de Beeldenstorm Middelburg. De groep bracht eerst vernielingen aan in de Westmonsterkerk en de Abdijkerk, zodat er genoeg tijd was om de meeste kostbaarheden veilig te stellen uit de Noordmonsterkerk. Toch werden een sacramentshuisje en een Mariabeeld vernield, alsmede een groot deel van het kerkarchief. De pastoor van de kerk, Hendrik van Os, schaarde zich bij de hervorming en hield in de week erna een hervormde preek. Binnen twee weken was hij afgezet en werden de katholieke diensten weer hervat.
Na het Beleg van Middelburg (1572-1574) viel de stad op 18 februari 1574 in Nederlandse en dus protestantse handen. Alle rooms-katholieke geestelijken werden bevolen om de stad te verlaten en de Noordmonsterkerk werd ingericht voor de protestantse eredienst. Reeds op 28 februari vond de eerste dienst plaats door predikant Ghelein Jans d'Hoorne, maar men was nog niet tevreden over de inrichting van de kerk. Het doksaal en de trap naar het orgel zouden ook verwijderd moeten worden, het laatste om het orgelspel te beletten. Dit leidde tot tevergeefse weerstand van zowel het stadsbestuur als de organist. In 1576 werd zelfs het volledige orgel verwijderd en in 1579 verkocht aan de Onze-Lieve-Vrouwekerk in Münster, Duitsland waar het tijdens de Tweede Wereldoorlog is verwoest.

De gilden werden in 1577 opgedragen om de glazen te repareren en onderhouden. Verder onderhoud werd bij de verantwoording van een rentmeester gelegd, maar dit werd zo nagelaten dat het stadsbestuur in 1593 beklag deed over de slechte staat van de kerk. Om nieuw onderhoud te financieren werd besloten om weer te begraven in de kerk. Verder werd ook zitplaatsengeld geheven en werd opgevangen regenwater verkocht aan bierbrouwers.

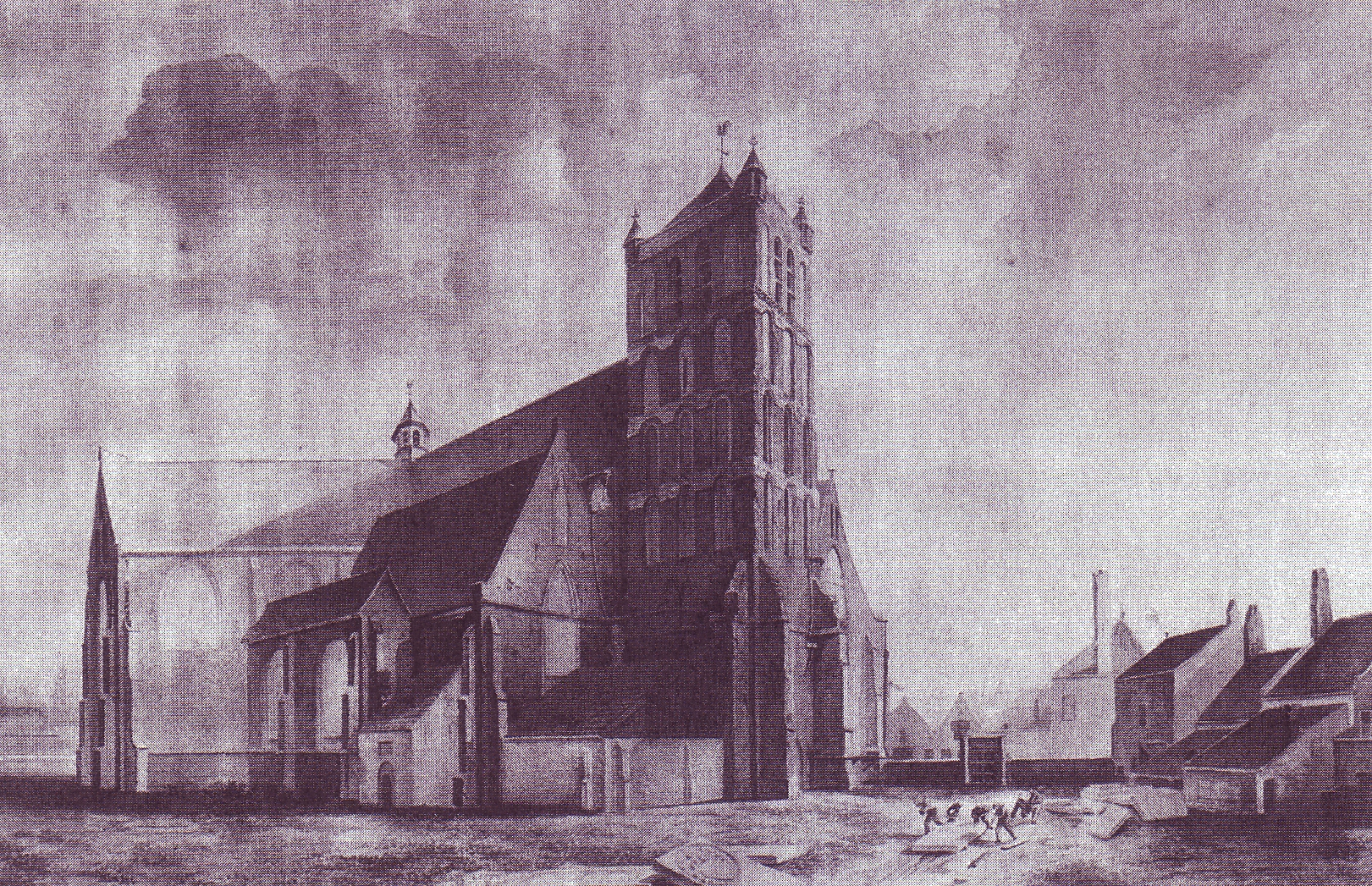
De Noordmonster gezien vanuit het noordwesten. Deze tekening, juist voor de sloop gemaakt door J.J.F. Grauss, toont hoe de eerste grafstenen al uit de kerk worden gehaald.
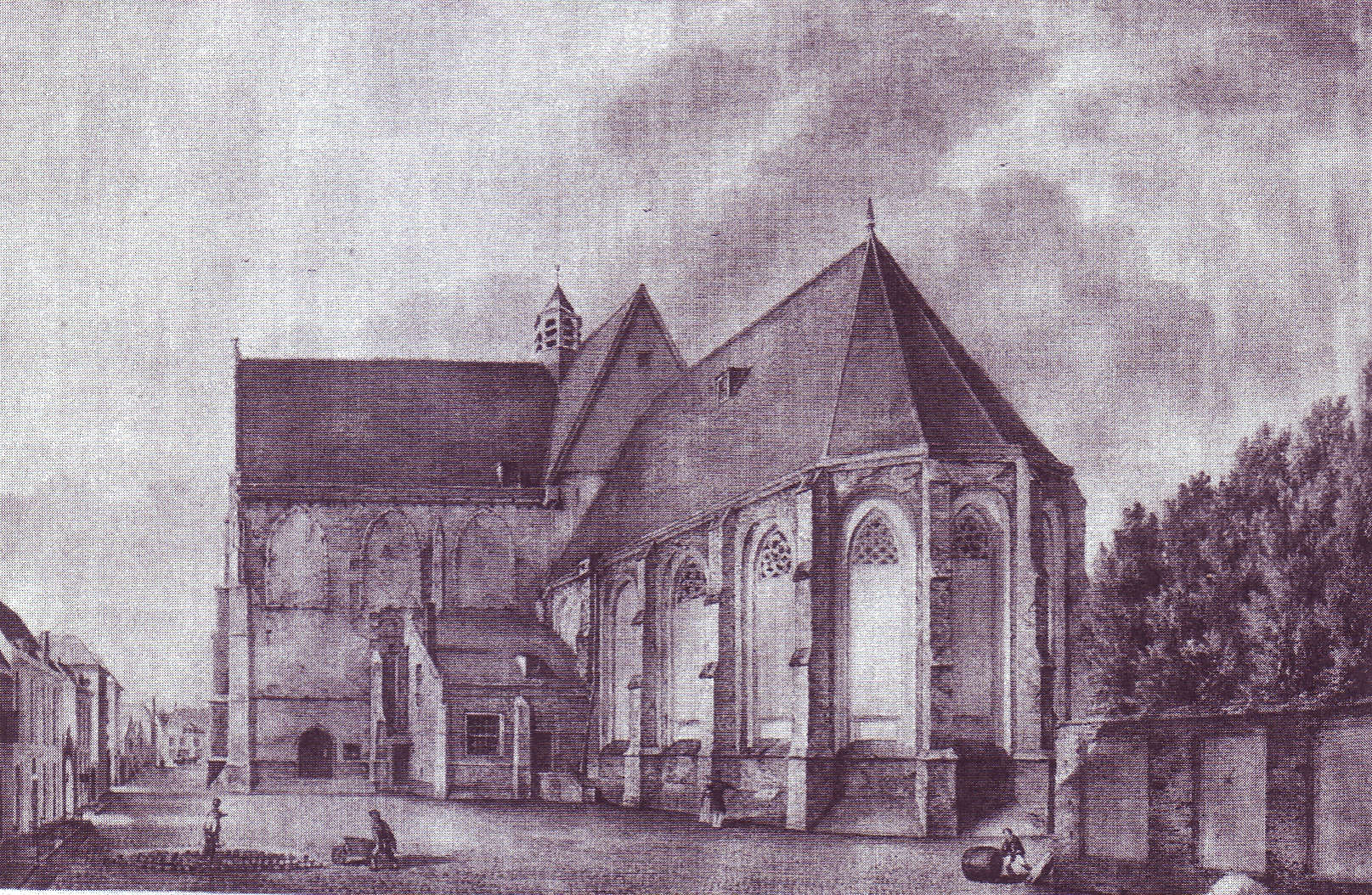
De tweede afbeelding, ook door Grauss, toont de koorzijde van de kerk vanuit het oosten. De slechte staat waarin het gebouw zich verkeerde wordt geïllustreerd door alle ramen die zijn dichtgemetseld.
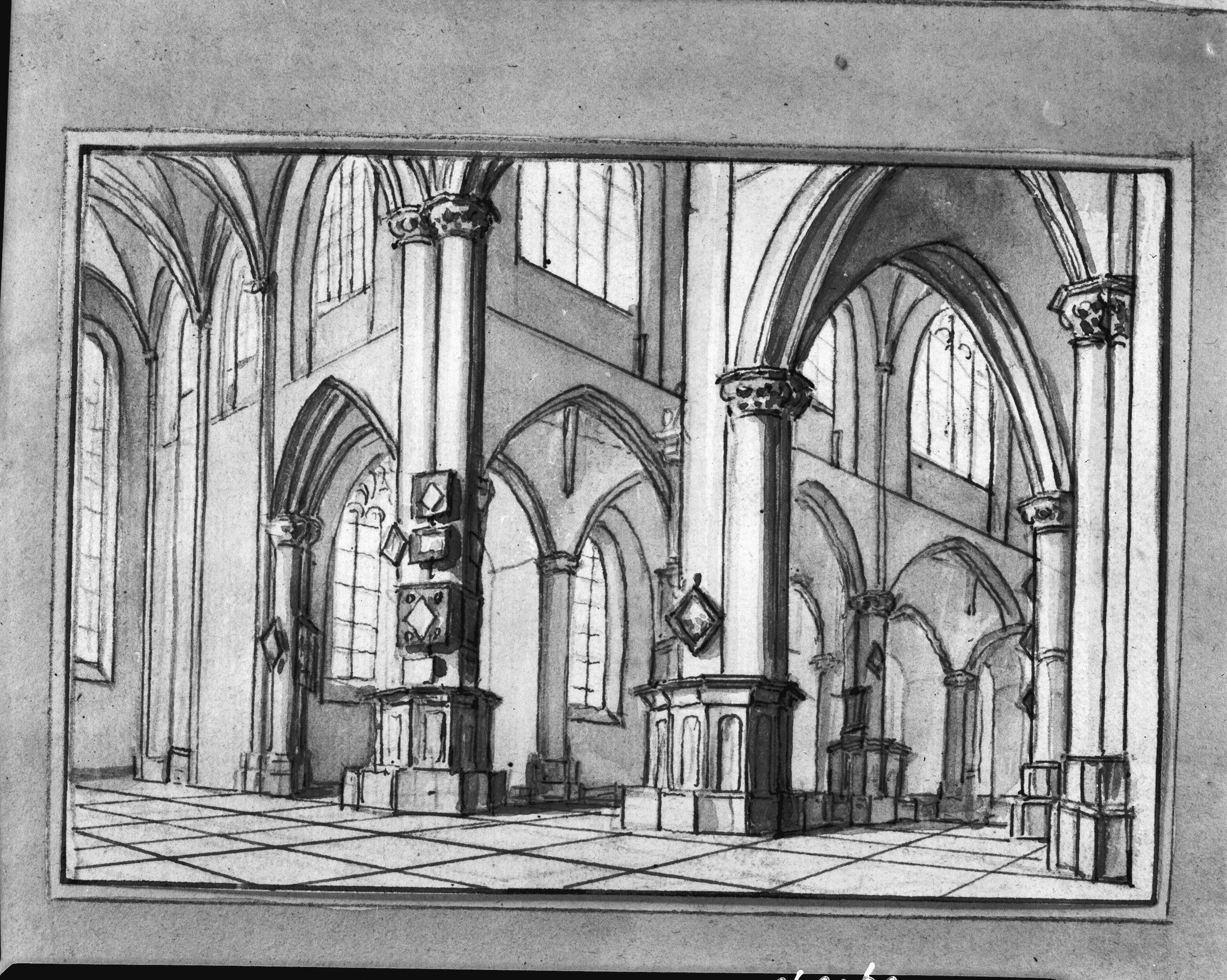
Deze 17-eeuwse tekening, gemaakt door Daniël de Blieck, toont het schip met de twee zijbeuken, gezien vanuit het noordertransept.
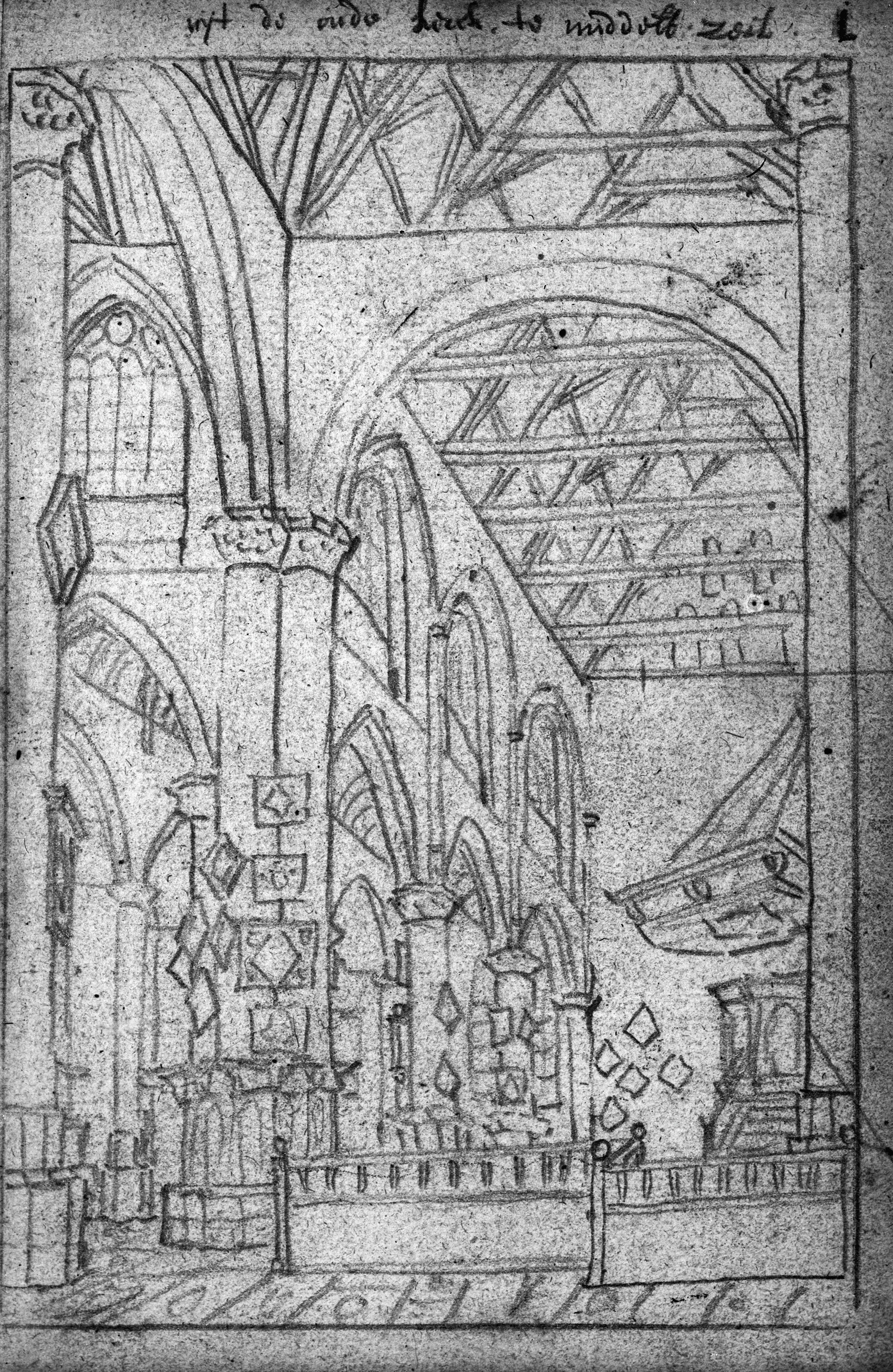
Deze tweede tekening van het interieur, naar een origineel van De Blieck, toont het schip vanuit het koor. Opmerkelijk zijn de zichtbare houten dakconstructie en de vele wapenborden waarop de familiewapens en namen stonden van de mensen die in de kerk begraven werden.
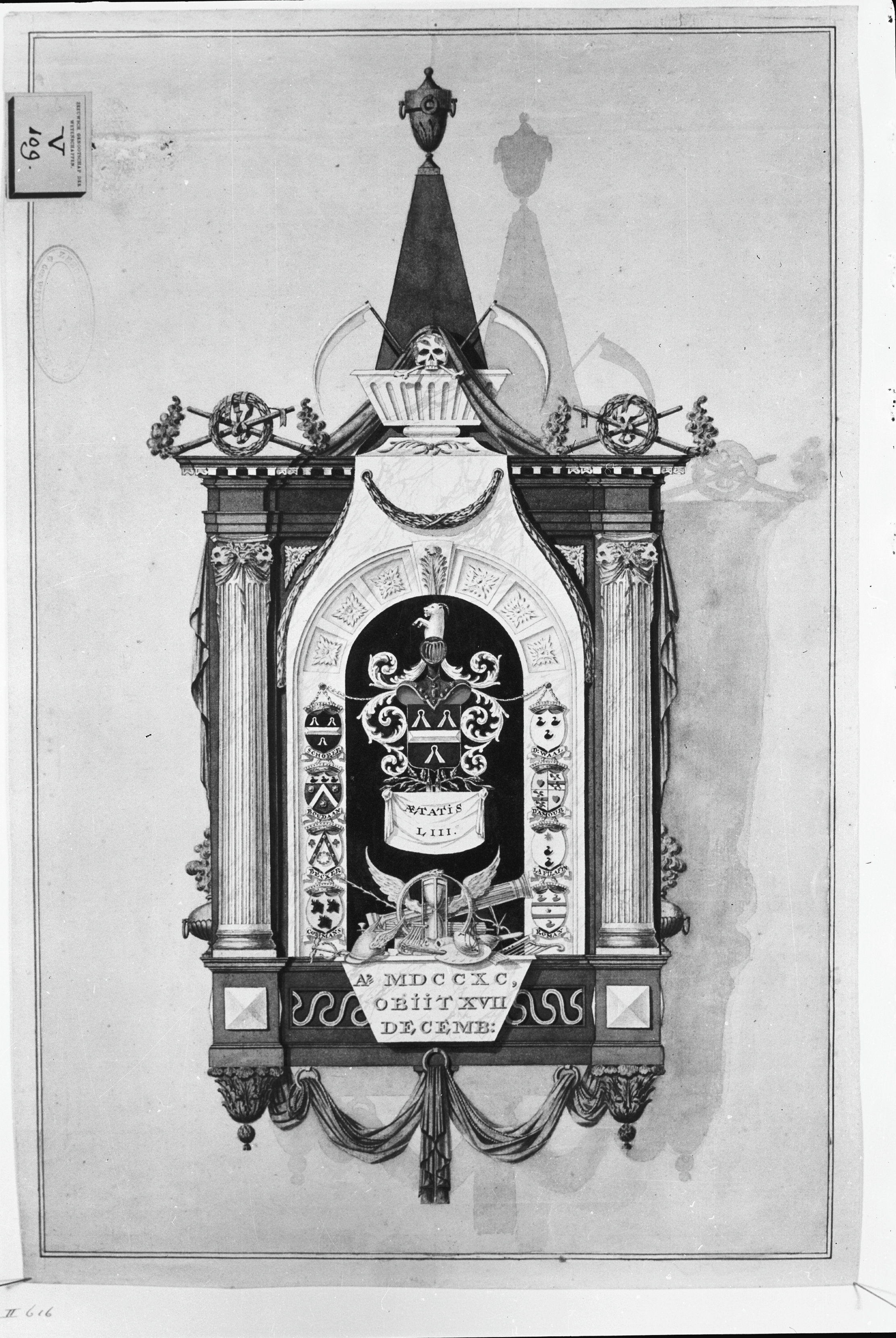
Een tekening uit de vroege 19e eeuw van het grafmonument van Daniel Steven Schoren dat zich in de kerk bevond.

## Franse tijd
Na de Franse bezetting van Nederland werd in 1795 de Bataafse Republiek als vazalstaat van Frankrijk gevormd. Dit veroorzaakte ingrijpende veranderingen in de verhoudingen tussen kerk en staat. In 1798 werd bijvoorbeeld bevolen dat alle tekenen van onderscheid (familiewapens en dergelijke) uit kerken verwijderd moesten worden. In de Noordmonsterkerk betekende dat er in totaal 434 wapenborden verwijderd moesten worden. Deze konden door families worden opgehaald, en zo niet zouden ze worden vernietigd. Ook werd de toren in dat jaar volgens een speciale regeling eigendom van de staat. De twee klokken die hierin hingen zijn sindsdien niet meer geluid.
Nog ingrijpender was de Engelse invasie van Walcheren in 1809. Op 30 juli landden Engelse troepen bij Vrouwenpolder en de volgende dag werd Middelburg bezet. Kort hierna werd het kerkgebouw gevorderd en op 27 augustus vond de laatste dienst plaats door predikant A.J. Snouck Hurgronje, waarna op 1 september ongeveer 1800 troepen werden ingekwartierd. Toen zij op 23 december weer vertrokken bleek wat voor schade het gebouw had opgelopen.

## Sloop
Vanwege een vermindering van de Middelburgse bevolking en een verarmde economie werd de kerk niet meer in gebruik genomen, behalve voor begrafenissen waardoor reparaties aan het dak nog wel plaatsvonden. Verder raakte de kerk steeds meer vervallen. In 1830 werd begraven in de kerk echter verboden, waardoor alle inkomsten wegvielen, maar de onderhoudskosten bleven. Hierop kregen de kerkvoogden op 11 januari 1833 toestemming om de kerk af te laten breken. Op 12 december 1833 werd de kerk verkocht aan de aannemer Dirk Dronkers voor 19.300 gulden (ongeveer 300.000 euro in absolute waarde, of 8.4 miljoen euro in relatieve waarde). Na de sloop werd een plantsoen aangelegd. In 1841 wilde de rooms-katholieke kerk de grond kopen om een nieuwe kerk te bouwen, maar dit werd afgewezen door de hervormde kerkvoogden die niet wilden dat de grond, waarin veel mensen waren begraven, zou worden omgewoeld. De nieuwe Sint-Pieterskerk kwam uiteindelijk aan de Lange Noordstraat te staan. Pas in 1890 werd de grond weer bebouwd met vijf riante huizen en de Gereformeerde Hofpleinkerk.
De grote hoeveelheid sloopmateriaal werd verkocht en gebruikt in meerdere bouwprojecten op Walcheren. Ook de grafzerken werden verkocht en hergebruikt, bijvoorbeeld als stoepsteen of op de kaaien van Middelburg. Veel van deze stenen zijn later ook weer verdwenen, maar enkele liggen nog achter het havenkantoor bij de Rouaansekaai.

## Het gebouw

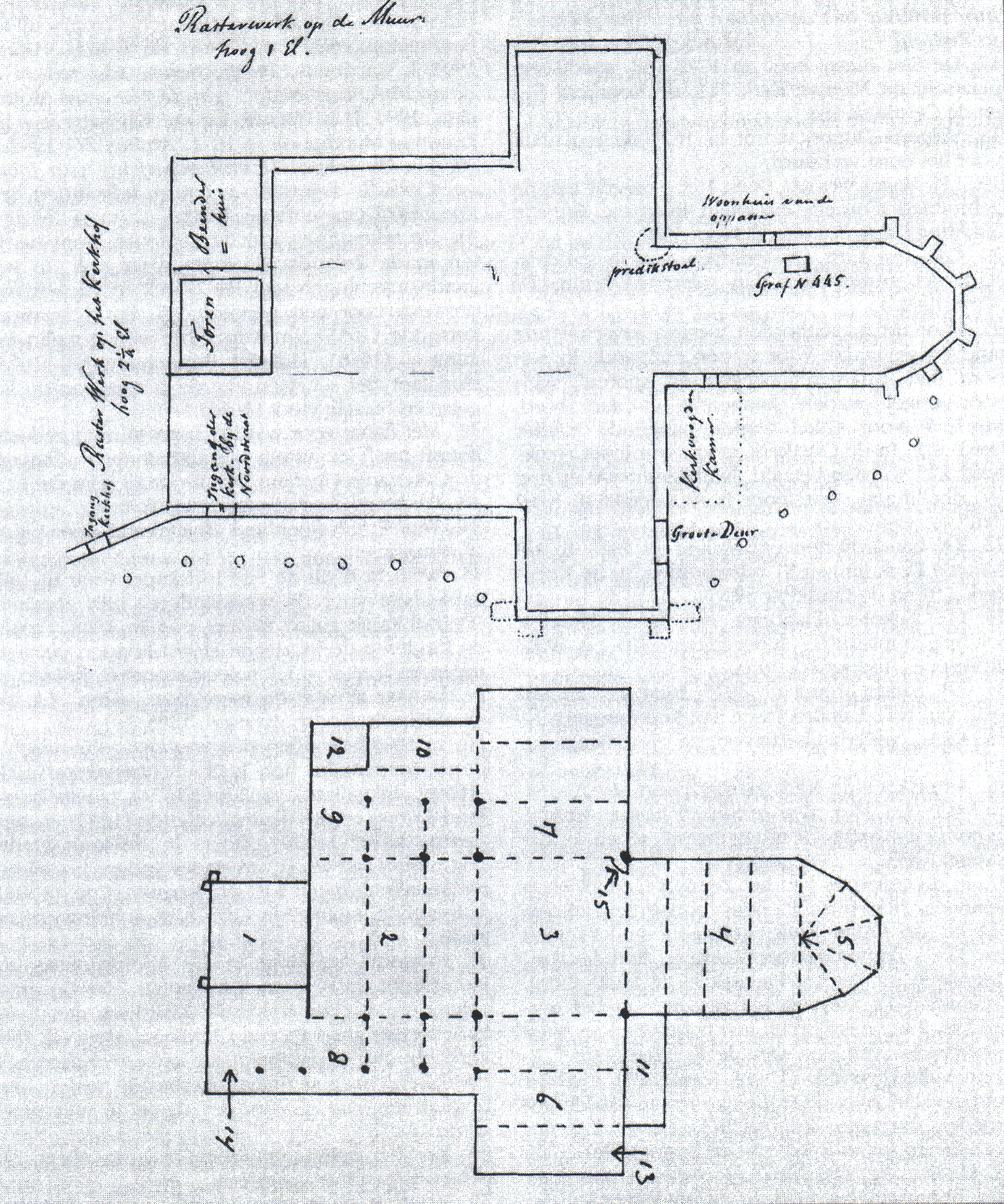
Een plattegrond van de kerk, die een lengte van 63 en een breedte van 17 meter had. Opmerkelijk is de zuidelijke zijbeuk die, in tegenstelling tot de noordelijke, met twee traveeën was verlengd, waardoor de gevel gelijk kwam te staan aan de toren.

Het is onbekend hoe de eerste kerk er uit heeft gezien die werd gebouwd omstreeks 1100. Er wordt aangenomen dat de tweede kerk tussen 1286 en 1313 werd gebouwd, maar helemaal zeker is dit niet. In ieder geval stamt de kerk uit de veertiende eeuw. Door het omliggende kerkhof en de loop van de straten stond de kerk, in tegenstelling tot veel andere middeleeuwse kerken, volledig vrij. De kerk was ontworpen in de stijl van de scheldegotiek, gekenmerkt door het gebruik van nieuwere gotische elementen, maar met een massieve bouwstijl die vooral terugvalt op de romaanse architectuur.
Het betrof een oostelijk georiënteerde kruiskerk met een driebeukig basilicaal schip en een verlaagd koor. De westtoren had een massieve onderbouw met steunberen, was opgebouwd uit vier geledingen en had een tentdak spits met deels uitstekende hoektorentjes. Het schip had een lengte van drie traveeën, evenals de transepten en de noordelijke zijbeuk. De zuidelijke zijbeuk was verlengd met twee traveeën, waardoor de toren deels werd ingebouwd. Beide beuken waren voorzien van een zadeldak. Bovenop de kruising stond een kleine achthoekige vieringtoren met daarin een luidklok die overigens in 1743 in de grote toren is gehangen vanwege de slechte staat van de vieringtoren. Het koor telde vier traveeën en was afgesloten met een vijfhoekige apsis. In de hoek van de noordbeuk en het noordtransept bevond zich een aanbouw van twee traveeën lang en een travee breed dat vermoedelijk als kapel was gebouwd. Daarnaast stond nog een kleine aanbouw waarvan de functie onbekend is. Tegen de noordkant van de toren was een beenderhuis gebouwd en tegen de zuidzijde van het koor nog een kapel, die na de Reformatie in gebruik is genomen als consistorie.

## Trivia
In de zuidelijke koormuur was aan de buitenzijde een gebeeldhouwde steen gemetseld met twee in elkaar gevlochten handen. Dit zou een referentie zijn naar een jong stel dat zo zeer verliefd was dat zij, toen zij op hun trouwdag elkaar de rechterhand gaven, tegelijkertijd dood neervielen van blijdschap.
Tot 1574 bevond zich een relikwie van het Heilig Kruis in de kerk. Dit stukje hout werd opgeborgen in een kistje, belegd met een kristal, en eenmaal per jaar tentoongesteld. Ook werd het jaarlijks rondgedragen in de stad welke processie verplicht werd geleid door de drie schuttersgilden van Arnemuiden.
Ook vond in de Noordmonsterkerk de eerste islamitische begrafenis plaats op Nederlands grondgebied. In 1602 arriveerde een delegatie van Atjeh in Middelburg, maar de ambassadeur van de Atjehse koning, Abdul Zamat (ook wel Abdul Hamid) overleed na enkele weken door ziekte. Hij kreeg een begrafenis met inachtneming van islamitische rituelen.
In 2000 werden tijdens het aanleggen van een nieuwe riolering de fundamenten van de zuidelijke muur van het transept blootgelegd die liggen onder het Hofplein.